# Camponotus ulvarum
Camponotus ulvarum är en myrart som beskrevs av Auguste-Henri Forel 1899. Camponotus ulvarum ingår i släktet hästmyror, och familjen myror. Inga underarter finns listade.